# Subwoofer
 (mars 2014).
- Si vous ne connaissez pas le sujet, laissez ce bandeau (vous pouvez alors contacter les auteurs).
- Si vous supprimez le contenu mis en cause (vous pouvez préalablement contacter les auteurs),

argumentez précisément cette suppression dans la page de discussion
(un manque de référence n'est pas un argument ; une recherche réelle de référence doit avoir été effectuée, être formellement documentée).

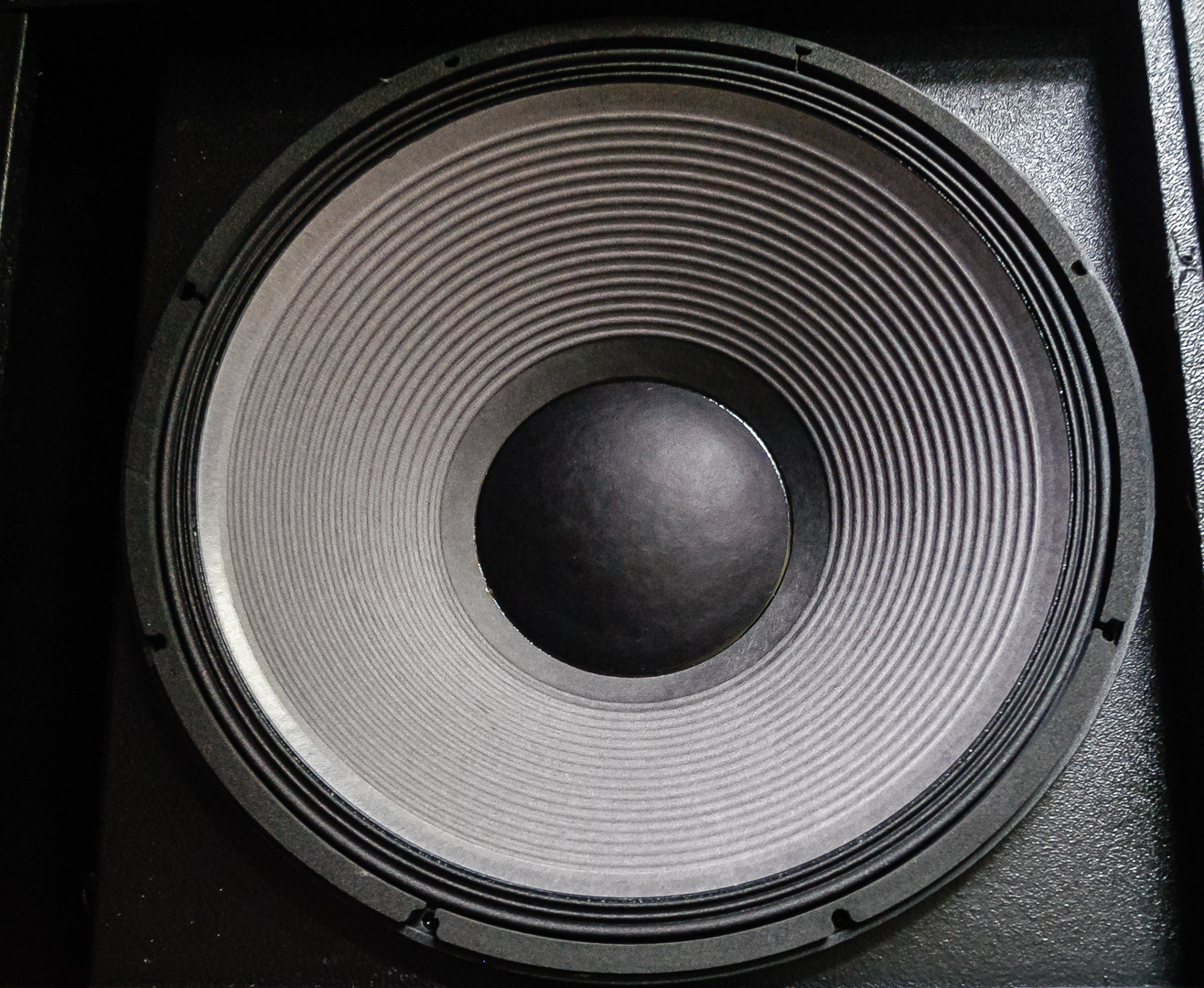
Subwoofer JBL monté dans un caisson de grave.

Un subwoofer, ou familièrement abrégé en sub, est un haut-parleur destiné à la reproduction des fréquences sonores les plus basses du spectre audio (dites "graves"), confondu par synecdoque (amalgame) avec le caisson de basses (également orthographié caisson de basse, désignant le boitier dans lequel est enfermé un tel haut-parleur).
Ce type d'enceinte acoustique est présent sur de très nombreux équipements audio (comme dans les systèmes dits 2.1, 4.1, 5.1, 7.1, etc., le .1 spécifiant un canal destiné aux basses fréquences audio, voir LFE, alloué au subwoofer) allant du système multimédia pour PC jusqu'aux systèmes pour concerts de grande ampleur en passant par le cinéma, le cinéma maison (home cinema) et la haute fidélité.

## Histoire et concept
Dès les débuts de l'utilisation des haut-parleurs pour reproduire le son, il est apparu que les différentes parties du spectre sonore exigeaient des transducteurs aux caractéristiques spécifiques, souvent antagonistes. Ce constat ouvrait la voie au principe d'enceinte acoustique à deux, trois voies ou plus, une voie étant constituée d'un haut-parleur consacré à une partie du spectre sonore. C'est la restitution des fréquences les plus basses du spectre correspondant aux sons les plus graves qui posaient alors particulièrement problème. Un grand nombre de solutions ont été proposées, mais elles se bloquaient à leur interférence avec l'acoustique des salles et, en particulier, des salles de dimensions réduites.

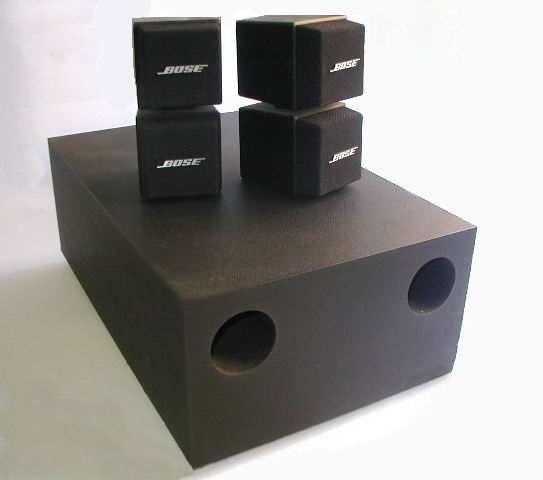
Le système Bose Acoustimass original de 1987.

Dans le grand public, en 1987, l'entreprise Bose propose alors son système Acoustimass AM-5  conçu pour s'adapter aux équipements de l'époque. Ce système réunissait un unique caisson pour la restitution du grave et deux ensembles de petites enceintes, pour le reste du spectre sonore. Son principe reposait sur l'idée que les sons graves sont pratiquement impossibles à localiser en dessous de 200 Hz environ. Il est donc possible, dans ce registre, de restituer les deux canaux de la stéréo avec une unique enceinte acoustique dont l'emplacement dans le local d'écoute n'a pas d'incidence. Cela permettait ainsi un encombrement réduit et une plus grande en souplesse d'installation, deux points essentiels pour des équipements domestiques.
Bien que critiqué dans le domaine de la haute fidélité sonore, son succès a encouragé l'adoption de ce système par le reste de l'industrie, même au-delà du grand public avec par exemple au cinéma, depuis la fin des années 1970, l’adoption de ce principe dans les systèmes "LUCAS" commercialisés par l'entreprise HK Audio. Ces systèmes sont souvent qualifiés de « triphoniques » car ils utilisent trois enceintes acoustiques physiques (un caisson de graves et deux petites enceintes généralement baptisées « satellites » car indissociables du caisson) mais il s'agit naturellement d'ensembles offrant une restitution uniquement stéréophonique (dit 2.1). On retrouve également cette technologie dans les systèmes home cinema multicanaux plus évolués, avec un nombre d'enceintes supérieur à six.
D'un filtrage passif (adapté aux systèmes d'amplification de l'époque), les industriels sont passés à un filtrage électronique, le caisson disposant de son propre circuit d'amplification, configuration majoritaire aujourd'hui. Avec la miniaturisation et la recherche d'un encombrement réduit sur des systèmes compacts, le caisson de basse ainsi que son électronique sont parfois intégrés directement avec les autres haut-parleurs.

## Plage de fréquences d'utilisation

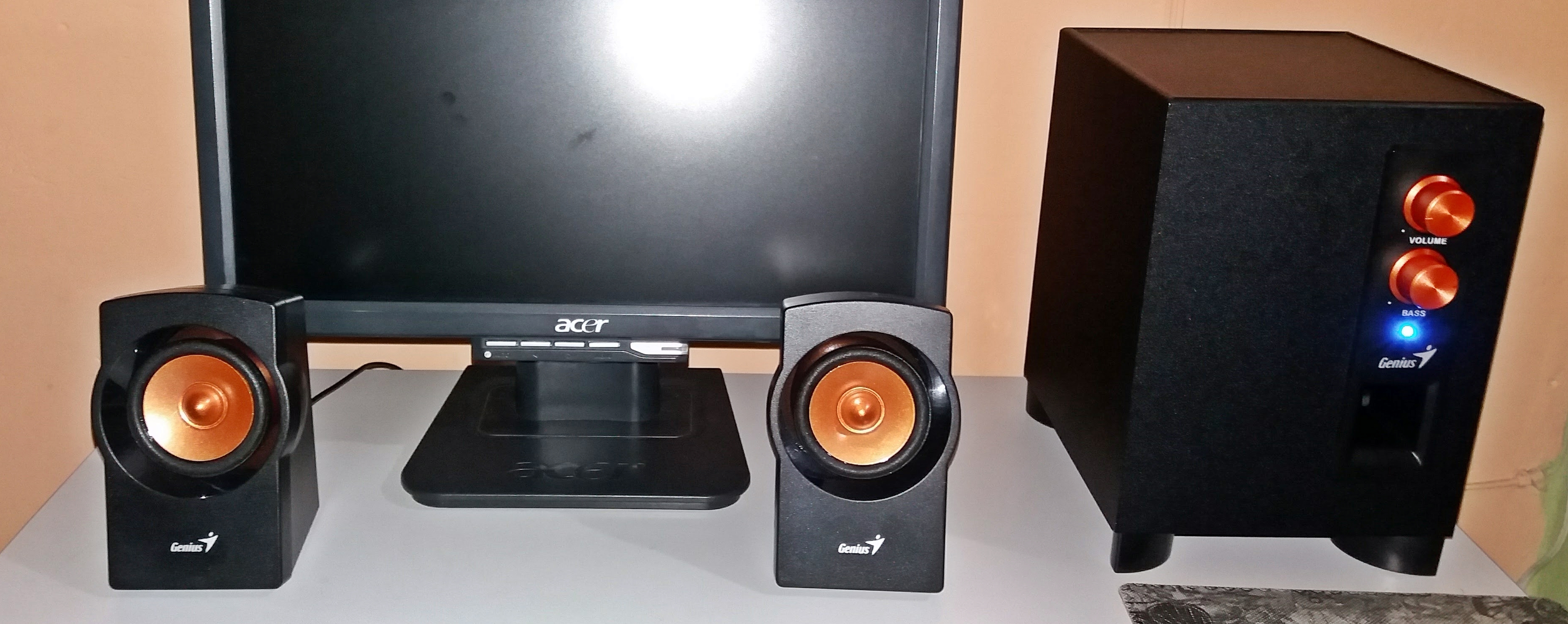
Système multimédia Genius SW 2.1.

Les caissons de grave et subwoofers sont utilisés pour les trois premiers octaves du spectre sonore soit de 20  à   40 Hz, 40  à   80 Hz et 80  à   160 Hz, ceux où la localisation d'une source sonore est impossible ou très peu sensible. Leur fréquence de coupure haute dépend de leur conception et de la réponse des enceintes principales qui doivent prendre le relais pour la restitution du reste du spectre sonore. Il s'agit évidemment d'éviter un « trou » ou une « bosse » dans la réponse globale du système. Par exemple, un petit système multimédia verra son caisson de grave utilisé jusqu'à 160 Hz tandis qu'un système home cinema de bonne taille ne l'utilisera que jusqu'à 80 Hz voire plus bas encore.
Typiquement, un caisson de grave sera utile pour les fréquences comprises entre 30  et   40 Hz et sa fréquence de coupure haute (par filtrage) tandis que les modèles les plus ambitieux voient leur réponse s'étendre vers le bas jusqu'à 20  à   30 Hz. Dans la pratique, la plupart des musiques ne descendent guère en dessous de 40 Hz même si on a l'habitude de citer le cas de certains orgues, des musiques électroniques voire du piano. Le cas semble un peu différent avec les bandes sonores de certains films faisant un usage important de bruitages (explosions, véhicules roulants ou volants, etc.). Certains passionnés cherchent à reproduire les fréquences les plus basses du spectre sonore voire à étendre cette réponse dans le domaine infrasonore.
On fait parfois une distinction entre « infra-grave », « sous-grave » et grave. Cela n'a pas beaucoup de sens dans la mesure où toutes les fréquences sont restituées, le plus souvent, par un même équipement, même si des différences existent au niveau de la perception des fréquences les plus basses. En effet, il faut tenir compte du fait que la notion de spectre sonore audible (traditionnellement 20 Hz - 20 kHz) est loin d'être aussi simple qu'il y paraît. L'audibilité d'une fréquence sonore dépend beaucoup de son niveau et il n'existe pas de limites franches des fréquences audibles mais une difficulté progressive à les percevoir au fur et à mesure que la fréquence diminue (dans le cas qui nous occupe). Ainsi des fréquences très inférieures à 20 Hz peuvent être perçues et des normes concernant la mesure des infrasons ont été mises en place comme l'atteste un article de la revue Acoustique et Techniques publié par l'INRS. Il reste à déterminer si les équipements disponibles peuvent diffuser des infrasons à un niveau suffisant pour être audibles ou sensibles.

## Placement du caisson de grave
Le choix de l'emplacement du caisson de grave dans la pièce d'écoute est très discuté, parfois suivant des considérations sans lien avec une analyse scientifique du problème. Objectivement, l'emplacement qui offre la meilleure répartition du niveau sonore dans la pièce est l'encoignure, ce qui a été démontré par Alain Pouillon-Guibert (fondateur de la société APG) dans une série d'articles de la revue Sono Magazine. On peut retrouver des conclusions similaires dans les recommandations de certains constructeurs d'enceintes. Outre une meilleure répartition du niveau dans la pièce, ce positionnement permet également d'obtenir un niveau plus élevé, ce dont on doit tenir compte lors des réglages.

## Domaines d'utilisation

### Multimédia
Le multimédia, principalement le système audio accompagnant un ordinateur personnel, est un domaine où le caisson de grave connaît une très large diffusion. En effet, il est primordial qu'un tel système reste de faible encombrement et la formule associant deux petits satellites à un caisson de grave s'est vite imposée comme étant la seule à permettre une restitution qui s'étende dans le grave sans envahir l'espace disponible. Typiquement, les systèmes disponibles sont constitués de satellites une ou deux voies de taille réduite à poser sur le bureau et d'un caisson de grave à poser au sol, sous le bureau où l'espace est généralement sous-utilisé. Ces systèmes sont bi-amplifiés (parfois tri-amplifiés en haut de gamme) avec évidemment un filtrage électronique entre caisson et satellites ce qui permet d'offrir un réglage de niveau relatif du caisson afin d'adapter le rendu sonore à l'acoustique du local et aux goûts de l'utilisateur. Toute l'électronique est logée dans le caisson et les commandes sont situées soit sur un des satellites soit un boîtier de commande. Certains systèmes disposent d'une télécommande infrarouge. Le caisson de grave utilise généralement un haut-parleur de 10  à   20 cm chargé en bass-reflex. La fréquence de recouvrement avec les satellites est typiquement de 120  à   160 Hz. La fréquence de coupure basse (autrement dit l'étendue de la réponse dans le grave) est très variable puisqu'elle va de 30  à   80 Hz environ suivant les ambitions du système.

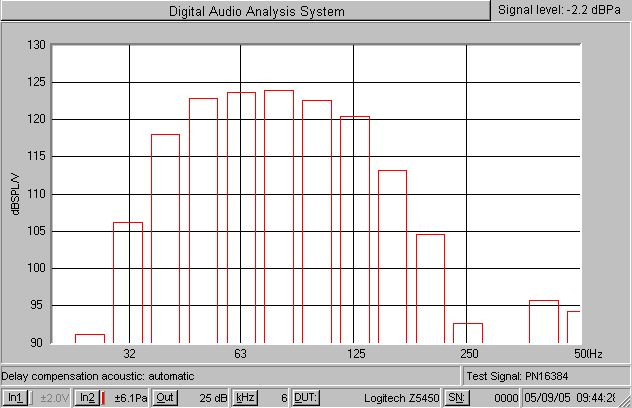
Réponse par tiers d'octave d'un caisson de grave multimédia.

Outre les systèmes stéréophoniques, il existe des équipements multimédias multicanaux. Le but est naturellement de restituer les bandes sonores de films (codage Dolby Digital ou DTS) mais aussi d'offrir un son immersif pour les jeux et toutes les applications de réalité virtuelle. La configuration typique est basée sur un système 5.1 mais des ensembles 7.1 ont été commercialisés par des marques comme Creative. Les contraintes d'installation augmentant avec le nombre d'enceintes acoustiques, ces systèmes ne connaissent qu'un succès modéré et la plupart des systèmes 7.1 ont disparu du marché.
Les ordinateurs portables, où la place disponible pour loger des haut-parleurs est des plus réduites, font (dans le haut de gamme) souvent appel à une sorte de caisson de grave miniature afin d'étendre un peu la réponse vers le bas du spectre. Même si les contraintes de taille limitent fortement les performances d'un tel système, le résultat sonore global s'en trouve sensiblement amélioré. Cette formule est également utilisée par bon nombre d'équipements audio nomades. Ces systèmes miniaturisés font souvent appel à un traitement numérique du signal générant des harmoniques des fréquences les plus basses pour améliorer le résultat subjectif.

## Caractéristiques des transducteurs

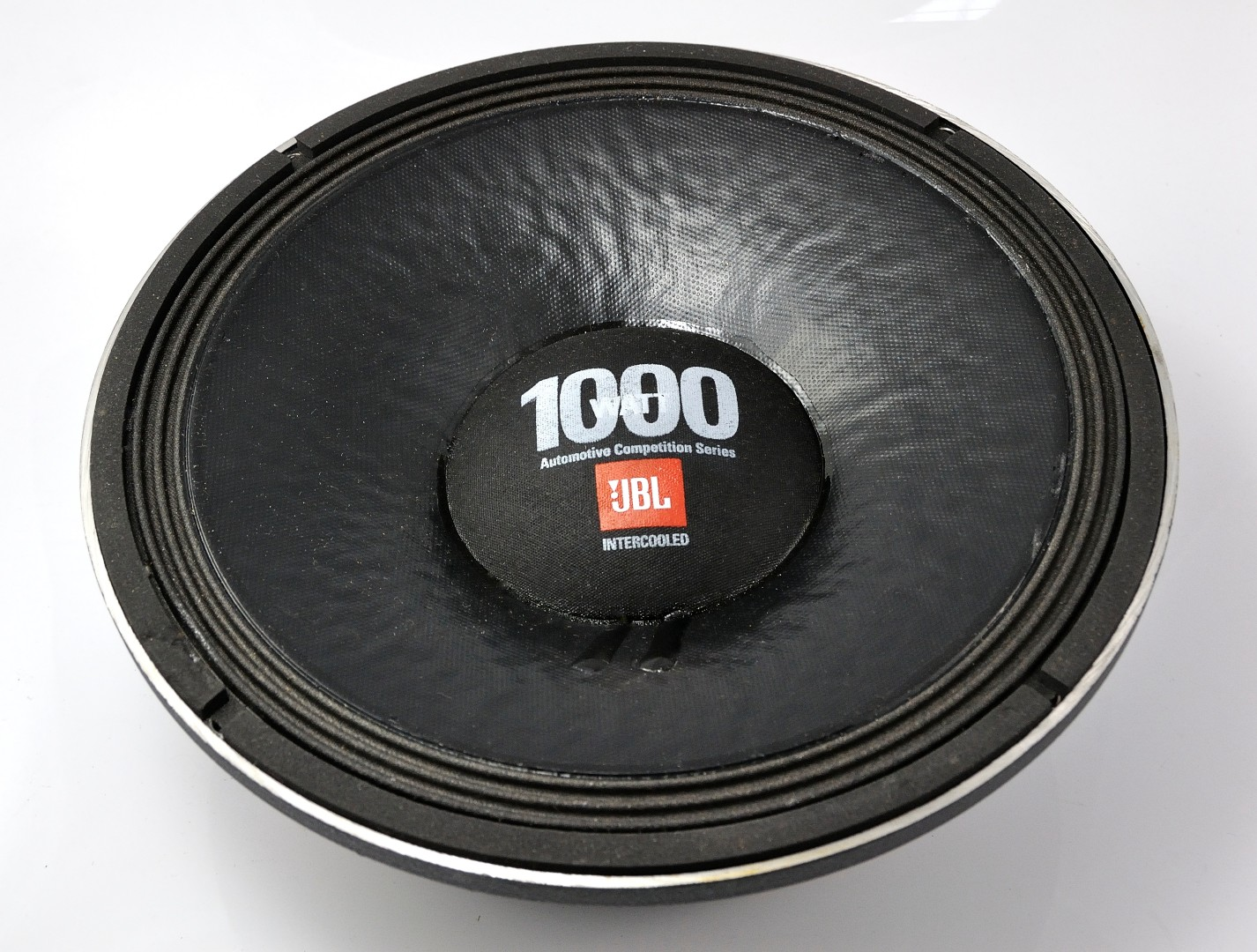
Subwoofer pour installation automobile JBL 1200GTI (12 pouces / 30 cm).

Ce genre de haut-parleur possède un moteur magnétique associé à une membrane relativement lourde (permettant d'abaisser la fréquence de résonance). La conception du moteur, la raideur de la suspension et d'autres paramètres viendront influencer le coefficient de qualité totale (QTS, qui est lié à QMS et QES), permettant ainsi d'optimiser le coefficient de surtension en fonction de la charge (le coffret/la caisse) prévue. La sensibilité en général diminue lorsque FS diminue ou QTS augmente, à moins d'augmenter le diamètre de la membrane pour compenser. Les deux principales limitations qui interviennent sont :
- Les limites mécaniques : le débattement augmentant avec la descente en fréquence, les haut-parleurs possèdent un Xmax (définition variable suivant le constructeur), qui détermine le déplacement où le comportement du haut-parleur reste linéaire. Intervient ensuite le Xmech ou Xlimit qui est la limite physique d'excursion avant le talonnage de la bobine mobile. Phénomène assurant la destruction rapide du haut-parleur si l'on insiste ou si la valeur est fortement dépassée.
- Les limites électriques : reproduire les basses fréquences exige de fortes puissances pouvant entrainer un échauffement excessif amenant rapidement la destruction du haut-parleur. Le rendement d'un haut-parleur étant très souvent inférieur à 3 % la majorité de la puissance absorbée se transforme en chaleur d'où l'importance de ce problème. Divers systèmes de dissipation thermique et de ventilation sont utilisés pour limiter la montée en température, par exemple le système VGC (Vented Gap Cooling) créé par JBL. Mais d'autres orifices au niveau du spider, des pièces polaires sont aussi utilisés pour optimiser la dissipation thermique au cœur du moteur et limiter la compression thermique.

## Les différents types
Les haut-parleurs subwoofer autorisent un ou plusieurs types de montages possibles qui dépendent principalement du coefficient de surtension total (QTS) et de la Fréquence de résonance (Fs) :
- le caisson clos est souvent de taille moindre que les autres types de caissons (sans pour autant arriver au même résultat), ce qui est intéressant dans le cadre d'un cinéma-maison. L'inconvénient est une fréquence de coupure des basses relativement haute par rapport au même haut-parleur en charge Bass Reflex ou Passe-Bande ; cependant la pente à la fréquence de résonance dans sa caisse (FC qui sera forcément inférieur à FS) est de 2e ordre (soit −12 dB par octave), les caissons clos obtiennent souvent une meilleure réponse impulsionnelle à bas régime (à relativiser lorsque dans une pièce à vivre les durées d'amortissement des sons à ces fréquences dépassent souvent les 100 ms), dû à l'air présent à l'intérieur du caisson agissant suivant le principe de la suspension acoustique et limitant les excursions intempestives de la membrane dans les très basses fréquences. L’élasticité de l’air est quasi parfaite bien au-delà de 1 BAR. Face aux pressions minuscules mises en jeu dans les enceintes, c’est totalement négligeable. La compression thermique est généralement plus importante que sur un caisson Bass Reflex, cela est dû à l'unique pic d'impédance à la fréquence FC, car lorsque l'impédance est élevée l'intensité diminue et donc l'effet joule aussi. Sans compter le fait d'un coffret fermé ne permet pas le renouvellement de l'air.

- Le bass-reflex[10], est un type de charge très répandu issu du résonateur de Helmholtz. Le principe est d'ajouter un ou plusieurs évents au caisson en calculant ces derniers pour que leur émission sonore vienne ajouter à celle du haut-parleur permettant d'étendre la bande passante dans le grave. Sa mise en œuvre est relativement complexe puisqu'il faut accorder avec soin le haut-parleur choisi avec la caisse par l'intermédiaire de l'évent mais les choses sont devenues plus faciles depuis les travaux de Thiele et Small (en) et la modélisation du fonctionnement sur ordinateur.
  - Les évents laissent passer très facilement les bruits, en particulier les résonances de l’enceinte.
  - Une pente après la fréquence de coupure plus brutale qu'un caisson clos (−24 dB/octave)
  - Réponse impulsionnelle moins bonne qu'une caisse close (trainage dû à l'évent)

Les règles de physique impliquent les corrélations suivantes :
- à volume d'enceinte et surface de membrane donnés, la diminution de la fréquence de coupure basse, implique celle du rendement (et donc de l'efficacité) ;
- pour une fréquence et un niveau acoustique donnés, le volume d'air déplacé est le même quel que soit le haut-parleur, d'où une élongation plus importante avec un haut-parleur de petit diamètre.